# Mörttjärnen (Malå socken, Lappland, 726122-162810)
Mörttjärnen är en sjö i Malå kommun i Lappland och ingår i Skellefteälvens huvudavrinningsområde.